# Kaj Munk (tv-serie)
 For alternative betydninger, se Kaj Munk (flertydig). (Se også artikler, som begynder med Kaj Munk)
Kaj Munk er en tv-serie i fire afsnit fra 1986 om digteren Kaj Munk. Serien blev instrueret af Henning Ørnbak og havde Benny Poulsen i hovedrollen som Kaj Munk. Serien blev genudgivet på dvd i 2014